# Cantón de Montembœuf
El cantón de Montembœuf  era una división administrativa francesa, que estaba situada en el departamento de Charente y la región de Poitou-Charentes.

## Composición
El cantón estaba formado por doce comunas:
- Cherves-Châtelars
- Le Lindois
- Lésignac-Durand
- Massignac
- Mazerolles
- Montembœuf
- Mouzon
- Roussines
- Saint-Adjutory
- Sauvagnac
- Verneuil
- Vitrac-Saint-Vincent

## Supresión del cantón de Montembœuf
En aplicación del Decreto nº 2014-195 de 20 de febrero de 2014, el cantón de Montembœuf  fue suprimido el 22 de marzo de 2015 y sus 12 comunas pasaron a formar parte; once del nuevo cantón de Charente-Bonnieure y una del nuevo cantón de Valle del Tardoire.